# Flamingo/Teenage Riot
„Flamingo/TEENAGE RIOT” – dziewiąty singel japońskiego piosenkarza Kenshiego Yonezu, wydany w Japonii 31 października 2018 roku przez Sony Music Record. Osiągnął 1 pozycję w rankingu Oricon i pozostał na liście przez 76 tygodni. Singel został wydany w trzech edycjach: jednej regularnych oraz dwóch limitowanych („Flamingo” i „Teenage”).
Singel sprzedał się w nakładzie 303 636 egzemplarzy fizycznych i zdobył status platynowej płyty, podwójnej platyny za sprzedaż cyfrową piosenki „Flamingo” i złoty za sprzedaż cyfrową piosenki „TEENAGE RIOT”.

## Lista utworów
Wszystkie utwory zostały napisane, skomponowane i zaaranżowane przez Kenshiego Yonezu.
| CD | CD                         | CD      |
| Nr | Tytuł utworu               | Długość |
| -- | -------------------------- | ------- |
| 1. | „Flamingo”                 | 3:15    |
| 2. | „TEENAGE RIOT”             | 3:45    |
| 3. | „Gomen ne” (jap. ごめんね) | 3:32    |

| DVD | DVD                        | DVD     |
| Nr  | Tytuł utworu               | Długość |
| --- | -------------------------- | ------- |
| 1.  | „Flamingo” (Special Video) | 1:00    |

## Notowania
| Lista                             | Pozycja            |
| --------------------------------- | ------------------ |
| Oricon Weekly Singles Chart       | 1                  |
| Oricon Yearly Singles Chart       | 28                 |
| Billboard Japan Hot 100           | 1 („Flamingo”)     |
| Billboard Japan Hot 100           | 4 („TEENAGE RIOT”) |
| Billboard Japan Hot 100           | 12 („Gomen ne”)    |
| Billboard Japan Hot Singles Sales | 1                  |